# 1334
Il 1334 (MCCCXXXIV in numeri romani) è un anno  del XIV secolo.

## Nati
- 4 gennaio - Amedeo VI di Savoia, nobile († 1383)
- 13 gennaio - Fadrique Alfonso de Castilla, nobile spagnolo († 1358)
- 25 maggio - Sukō, imperatore giapponese († 1398)
- 30 agosto - Pietro I di Castiglia, re spagnolo († 1369)
- Agnese di Navarra, principessa († 1396)
- Guglielmo Bevilacqua, condottiero italiano († 1397)
- Caterina di Henneberg, contessa († 1397)
- Engelberto III de la Marca, conte († 1391)
- Ludovico I Gonzaga († 1382)
- Hayam Wuruk, sovrano indonesiano († 1389)
- Taceddin Ahmedi, poeta ottomano († 1413)
- Carlo Zen, ammiraglio italiano († 1418)
- Giacomo I di Cipro, nobile cipriota († 1398)

## Morti
- 17 gennaio - Giovanni di Bretagna, conte
- 7 maggio - Maria di Savoia, baronessa di Faucigny, principessa (n. 1298)
- 11 maggio - Angelo da Porta Sole, vescovo cattolico e predicatore italiano
- 19 agosto - Giovanni d'Aragona, arcivescovo cattolico spagnolo (n. 1304)
- 21 agosto - Uberto da Cesena, vescovo cattolico italiano
- 15 settembre - Beatrice d'Este, nobildonna italiana (n. 1268)
- 25 settembre - Filippo I di Savoia-Acaia, nobile (n. 1278)
- 28 settembre - Konrad Kesselhut, tedesco
- 4 dicembre - Papa Giovanni XXII, papa, arcivescovo cattolico e cardinale francese
- 14 dicembre - Ottone IV di Baviera, duca tedesco (n. 1307)
- Tarmashirin, condottiero mongolo
- Andalò del Negro, astronomo, geografo e scrittore italiano (n. 1260)
- Safi al-Din Ardabili, religioso e poeta curdo (n. 1252)
- Giovanni l'Eunuco, funzionario bizantino
- Mino da San Quirico, religioso italiano
- Sirgianni Paleologo, nobile e generale bizantino
- Vanni degli Abati del Malia, nobile e politico italiano
- Bartolomeo Zaccaria, marchese italiano
- Zenzelino dei Cassani, giurista francese
- Giacomo d'Aragona, principe (n. 1296)

## Calendario
| Calendario 1334 | Calendario 1334 | Calendario 1334 | Calendario 1334 | Calendario 1334 | Calendario 1334 | Calendario 1334 | Calendario 1334 | Calendario 1334 | Calendario 1334 | Calendario 1334 | Calendario 1334 | Calendario 1334 | Calendario 1334 | Calendario 1334 | Calendario 1334 | Calendario 1334 | Calendario 1334 | Calendario 1334 | Calendario 1334 | Calendario 1334 | Calendario 1334 | Calendario 1334 | Calendario 1334 | Calendario 1334 | Calendario 1334 | Calendario 1334 | Calendario 1334 | Calendario 1334 | Calendario 1334 | Calendario 1334 | Calendario 1334 | Calendario 1334 |
| --------------- | --------------- | --------------- | --------------- | --------------- | --------------- | --------------- | --------------- | --------------- | --------------- | --------------- | --------------- | --------------- | --------------- | --------------- | --------------- | --------------- | --------------- | --------------- | --------------- | --------------- | --------------- | --------------- | --------------- | --------------- | --------------- | --------------- | --------------- | --------------- | --------------- | --------------- | --------------- | --------------- |
|                 | 1               | 2               | 3               | 4               | 5               | 6               | 7               | 8               | 9               | 10              | 11              | 12              | 13              | 14              | 15              | 16              | 17              | 18              | 19              | 20              | 21              | 22              | 23              | 24              | 25              | 26              | 27              | 28              | 29              | 30              | 31              |                 |
| Gennaio         | Sa              | Do              | Lu              | Ma              | Me              | Gi              | Ve              | Sa              | Do              | Lu              | Ma              | Me              | Gi              | Ve              | Sa              | Do              | Lu              | Ma              | Me              | Gi              | Ve              | Sa              | Do              | Lu              | Ma              | Me              | Gi              | Ve              | Sa              | Do              | Lu              |                 |
| Febbraio        | Ma              | Me              | Gi              | Ve              | Sa              | Do              | Lu              | Ma              | Me              | Gi              | Ve              | Sa              | Do              | Lu              | Ma              | Me              | Gi              | Ve              | Sa              | Do              | Lu              | Ma              | Me              | Gi              | Ve              | Sa              | Do              | Lu              |                 |                 |                 |                 |
| Marzo           | Ma              | Me              | Gi              | Ve              | Sa              | Do              | Lu              | Ma              | Me              | Gi              | Ve              | Sa              | Do              | Lu              | Ma              | Me              | Gi              | Ve              | Sa              | Do              | Lu              | Ma              | Me              | Gi              | Ve              | Sa              | Do              | Lu              | Ma              | Me              | Gi              |                 |
| Aprile          | Ve              | Sa              | Do              | Lu              | Ma              | Me              | Gi              | Ve              | Sa              | Do              | Lu              | Ma              | Me              | Gi              | Ve              | Sa              | Do              | Lu              | Ma              | Me              | Gi              | Ve              | Sa              | Do              | Lu              | Ma              | Me              | Gi              | Ve              | Sa              |                 |                 |
| Maggio          | Do              | Lu              | Ma              | Me              | Gi              | Ve              | Sa              | Do              | Lu              | Ma              | Me              | Gi              | Ve              | Sa              | Do              | Lu              | Ma              | Me              | Gi              | Ve              | Sa              | Do              | Lu              | Ma              | Me              | Gi              | Ve              | Sa              | Do              | Lu              | Ma              |                 |
| Giugno          | Me              | Gi              | Ve              | Sa              | Do              | Lu              | Ma              | Me              | Gi              | Ve              | Sa              | Do              | Lu              | Ma              | Me              | Gi              | Ve              | Sa              | Do              | Lu              | Ma              | Me              | Gi              | Ve              | Sa              | Do              | Lu              | Ma              | Me              | Gi              |                 |                 |
| Luglio          | Ve              | Sa              | Do              | Lu              | Ma              | Me              | Gi              | Ve              | Sa              | Do              | Lu              | Ma              | Me              | Gi              | Ve              | Sa              | Do              | Lu              | Ma              | Me              | Gi              | Ve              | Sa              | Do              | Lu              | Ma              | Me              | Gi              | Ve              | Sa              | Do              |                 |
| Agosto          | Lu              | Ma              | Me              | Gi              | Ve              | Sa              | Do              | Lu              | Ma              | Me              | Gi              | Ve              | Sa              | Do              | Lu              | Ma              | Me              | Gi              | Ve              | Sa              | Do              | Lu              | Ma              | Me              | Gi              | Ve              | Sa              | Do              | Lu              | Ma              | Me              |                 |
| Settembre       | Gi              | Ve              | Sa              | Do              | Lu              | Ma              | Me              | Gi              | Ve              | Sa              | Do              | Lu              | Ma              | Me              | Gi              | Ve              | Sa              | Do              | Lu              | Ma              | Me              | Gi              | Ve              | Sa              | Do              | Lu              | Ma              | Me              | Gi              | Ve              |                 |                 |
| Ottobre         | Sa              | Do              | Lu              | Ma              | Me              | Gi              | Ve              | Sa              | Do              | Lu              | Ma              | Me              | Gi              | Ve              | Sa              | Do              | Lu              | Ma              | Me              | Gi              | Ve              | Sa              | Do              | Lu              | Ma              | Me              | Gi              | Ve              | Sa              | Do              | Lu              |                 |
| Novembre        | Ma              | Me              | Gi              | Ve              | Sa              | Do              | Lu              | Ma              | Me              | Gi              | Ve              | Sa              | Do              | Lu              | Ma              | Me              | Gi              | Ve              | Sa              | Do              | Lu              | Ma              | Me              | Gi              | Ve              | Sa              | Do              | Lu              | Ma              | Me              |                 |                 |
| Dicembre        | Gi              | Ve              | Sa              | Do              | Lu              | Ma              | Me              | Gi              | Ve              | Sa              | Do              | Lu              | Ma              | Me              | Gi              | Ve              | Sa              | Do              | Lu              | Ma              | Me              | Gi              | Ve              | Sa              | Do              | Lu              | Ma              | Me              | Gi              | Ve              | Sa              |                 |